# ジューン・ブライド (テレビドラマ)
『ジューン・ブライド』（June Bride）は、TBS系列で1995年4月14日から6月30日に金曜ドラマ枠で放送されたテレビドラマ。
主演は本作が連続ドラマ初主演となる財前直見。また、矢部浩之（ナインティナイン）のドラマ初出演作でもある。

## キャスト
- 加茂直己（かもなおこ）（28)：財前直見

本作の主人公。総務部受付嬢からミシン事業部営業課へと異動になる。短大卒で1987年入社。
- 白砂誠：布施博

総合企画部課長→ミシン事業部営業課。実は財馬の家系であり、父は愛人と自殺していて白砂は母親の旧姓である。後に社長に就任する。
- 根岸（財場）冴子：高樹沙耶

総務部秘書課→総合企画部兼秘書課、1982年入社。車に轢かれそうになったところを克彦に助けられる。その際に克彦に一目惚れされ最終話で結婚。
- 財場克彦：袴田吉彦

行雄の息子。10話で社長代行になるも懲戒解雇されており、その後「財場製作所」を立ち上げる。冴子に恋心をいだいており、最終話で結婚。誠は従兄弟の関係にある。
- 高嶺操：髙田万由子

ミシン事業部営業課で早稲田卒。
- 坂井友則：矢部浩之

直己の恋人。直己は寿退社したいのになかなかプロポーズしてもらえずやきもきしていたが、1話で友則が仙台に1年転勤することになり「1年後戻ってくるから結婚しよう」と告げる
- 榎木すみれ：宮地雅子

直己の同僚で親友。中川と交際しており、最終話で結婚、寿退社するも慰謝料の支払いのために
- 美和千夏：須藤真里子

直己の後輩の受付嬢。受付廃止後は総合企画部に異動。
- 早乙女瞳：藤原喜明

ミシン事業部課長。熱い性格。
- 中川清：近藤芳正

エレソニック社のライバル会社「サンシャルミシン」の社員。すみれと不倫。最終話ですみれと結婚。
- 縫製会社部長：大塚周夫
- 増井小百合：岡まゆみ
- 村井宣政：谷村好一

総合企画部部長、妻子がおり冴子と不倫している。冴子を裏切っている。
- 衣笠富士男：高橋克実

人事課社員。
- 高井麻美：沢村亜津佐
- 近藤文則：秋山見学者

ミシン部写真。
- 雨森充：増田由紀夫

ミシン部社員。
- 大仁田申：本間憲

ミシン部社員
- 電気店店主：篠田薫
- 鈴木吉弘：永堀剛敏

びっくり食堂で働く料理人。直己が好きらしい。
- 加茂恵：田中有紀美

直己の妹で大学生。
- 辻茂夫：小林すすむ

結婚式場社員。
- 斉藤里佳：遊井亮子

直己の前に現れ、友之さんと別れてという女子高生。
- ワリー：真面登シャイエステ

イラン人。結婚を前提に典子と交際している。9話で典子と結婚。
- 宮本百恵：清水ミチコ

直己の姉で既婚者。夫と喧嘩ししょっちゅう実家に帰ってくる。
- 財場行雄：仲谷昇

エレソニック社 社長、克彦の父。後に体調を崩し社長を退任。
- 鮫島聡：阿部寛

部長、33歳。エレソニックシリコンバレー工場の創立メンバー。エレソニックコンピューターの海外基盤をつくった。
加茂典子：野際陽子
直己・百恵・恵の母、びっくり食堂を経営。年下のイラン人・ワリーと交際しており9話で再婚。
- 財場大吾：下條正巳

エレソニック社の創設者であり会長。長男の息子が誠、次男は行雄。ちらし寿司が好きでよく直己に作らせている。

## テーマ曲
- 主題歌「いつでも夢に花束を」山本潤子
- 挿入歌「rainy night」藤重政孝

## スタッフ
- 脚本：樽谷春緒、高橋華（最終章のみ）
- 音楽：国吉良一
- プロデュース：植田博樹
- 演出：生野慈朗、山泉脩、橋本孝、片山修[2]
- 製作著作：TBS

## 放送日程
| 話数   | 放送日        | サブタイトル       | 脚本            | 演出     |
| ------ | ------------- | ------------------ | --------------- | -------- |
| 第1章  | 1995年4月14日 | おつとめ品の女     | 樽谷春緒        | 生野慈朗 |
| 第2章  | 1995年4月21日 | お下がりの女       | 樽谷春緒        | 生野慈朗 |
| 第3章  | 1995年4月28日 | ゼロまんの女       | 樽谷春緒        | 山泉脩   |
| 第4章  | 1995年5月5日  | カンジる女         | 樽谷春緒        | 山泉脩   |
| 第5章  | 1995年5月12日 | 干しアワビの女     | 樽谷春緒        | 生野慈朗 |
| 第6章  | 1995年5月19日 | 使い捨ての女       | 樽谷春緒        | 橋本孝   |
| 第7章  | 1995年5月26日 | 誰でもOKの女       | 樽谷春緒        | 山泉脩   |
| 第8章  | 1995年6月2日  | 大往生の女         | 樽谷春緒        | 生野慈朗 |
| 第9章  | 1995年6月9日  | ファイナルラップ女 | 樽谷春緒        | 片山修   |
| 第10章 | 1995年6月16日 | 回転寿司の女       | 樽谷春緒        | 山泉脩   |
| 第11章 | 1995年6月23日 | 玉の輿一発逆転の女 | 樽谷春緒        | 橋本孝   |
| 最終章 | 1995年6月30日 | いつでも夢を!      | 樽谷春緒 高橋華 | 山泉脩   |